# Зяблюк, Николай Гордеевич
Никола́й Горде́евич Зяблю́к (24 ноября 1935, Романковцы — 5 апреля 2011, Москва) — советский и российский американист, специалист по лоббизму в США. Кандидат филологических наук, доктор политических наук.

## Биография
Родился 24 ноября 1935 года селе Романковцы в семье крестьян.
В 1953 году окончил железнодорожное училище и работал слесарем в железнодорожном депо. Впоследствии сменил ряд профессий: бетонщик на шахтах г. Краснодона, грузчик, кочегар, каменолом, ученик проходчика и проходчик.
В 1963 году окончил факультет журналистики ЛГУ имени А. А. Жданова.
Работал литературным сотрудником в газете «Тюменская правда», а затем занимал должность начальника отдела научной информации Тюменского филиала ВНИИГАЗ.
В 1966 году поступил в аспирантуру факультета журналистики МГУ имени М. В. Ломоносова, где в 1969 году защитил диссертацию на соискание учёной степени кандидата филологических наук «„Паблик рилейшнз“ и пресса США : (Система управления социальной информацией, роль и место печати в этой системе)», ставшая первой в СССР научной работе посвящённой феномену связей с общественностью, которая способствовала введению в отечественный научный оборот понятия «пиар».
С 1970 года — главный научный сотрудник сектора внутриполитических исследований Отдела внутриполитических исследований Института США и Канады РАН.
В 1997 году в Институте США и Канады РАН защитил диссертацию на соискание учёной степени доктора политических наук по теме «Лоббизм в политической системе США» (специальность 23.00.02 «Политические институты, этнополитическая конфликтология, национальные и политические процессы и технологии»).
Член диссертационного совета Д002.244.02 по защите диссертаций на соискание учёной степени доктора наук по специальностям: 07.00.03 «Всеобщая история» (новый и новейший период), 23.00.02 «Политические институты, этнополитическая конфликтология, национальные и политические процессы и технологии» и 23.00.04 «Политические проблемы международных отношений и глобального развития».
Член экспертного совета Высшей аттестационной комиссии по политологии при Министерстве образования и науки РФ.

## Научные труды

### Монографии
- Индустрия управляемой информации: („Паблик рилейшн“ - система пропаганды большого бизнеса США). — М.: Издательство МГУ, 1971. — 140 с.
- Лоббизм в процессе принятия решений по вопросам внешней политики США / Отв. ред. д. ист. н. В. П. Лукин. — М.: ИСК АН СССР, 1979. — 135 с.
- США: лоббизм и политика / Отв. ред. д. ист. н. В. П. Золотухин. — М.: Мысль, 1976. — 207 с.
- Государство и малый бизнес США: социально-политический аспект / Отв. ред. В. П. Золотухин. — М.: Наука, 1987. — 176 с.
- Финансирование федеральных избирательных кампаний в США: (История. Законодательство. Опыт. Проблемы) / Рос. акад. наук. Ин-т Соедин. Штатов Америки и Канады. — М.: Институт США и Канады РАН, 1999. — 122 с. — ISBN 5-89587-029-5.
- Лоббизм и судебная система США. — М.: Институт США и Канады РАН, 2002. — 59 с. — ISBN 5-89587-060-0.
- Общественные интересы в политическом процессе США / Рос. акад. наук, Ин-т Соедин. Штатов Америки и Канады. — М.: Институт США и Канады РАН, 2004. — 123 с.
- Власть. Деньги. Выборы. Американский опыт: монография / Отв. ред. Н. М. Травкина; Федеральное гос. бюджетное учреждение науки, Ин-т Соединенных Штатов Америки и Канады Российской акад. наук. — М.: Кругъ, 2012. — 271 с. — ISBN 978-5-7396-0237-4.

### Статьи
- Паблик рилейшнз – система собственных информационных служб // Вестник МГУ. Серия «Журналистика». — 1968. — № 4.
- «Респектабельный бизнес Америки» (образ в системе паблик рилейшинз) // Вестник МГУ. Серия «Журналистика». — 1969. — № 3.
- Врачи и политика // США — экономика, политика, идеология. — 1971. — № 8.
- Группы давления // США — экономика, политика, идеология. — 1972. — № 3. — С. 127.
- Тайваньское и китайское лобби: перераспределение сил // США — экономика, политика, идеология. — 1972. — № 4.
- Лоббизм в политическом механизме США // США — экономика, политика, идеология. — 1974. — № 12. — С. 111.
- Грамматика власти в изложении журнала «Форчун» // США — экономика, политика, идеология. — 1978. — № 8.
- Лоббизм как политический институт // Политические институты США: история и современность. — М.: Наука, 1988. — С. 232—270.
- Лоббизм как инструмент политики // Актуальная политика. — 1993. — № 2—6.
- «Теория фракций» Джеймса Мэдисона // США — экономика, политика, идеология. — 1994. — № 8—9. — С. 76.
- Лоббизм в США как политический институт // США — экономика, политика, идеология. — 1995. — № 1. — С. 51.
- Регулирование лоббистской деятельности в США: опыт и проблемы // Бизнес и политика. — 1995. — № 1.
- КПД  в системе финансирования избирательных кампаний в Конгресс США // Бизнес и политика. — 1995. — № 6.
- США: новый закон о лоббистской деятельности // Бизнес и политика. — 1996. — № 3. — С. 28.
- Проблемы финансирования избирательных кампаний в США // США — экономика, политика, идеология. — 1996. — № 3.
- Проблемы финансирования избирательных кампаний в США // США — экономика, политика, идеология. — 1996. — № 4.
- Политический плюрализм: контуры американской модели // США — экономика, политика, идеология. — 1999. — № 5. — С. 9.
- Лоббизм в политической системе // Политическая система США: Актуальные измерения / Отв. ред. В. С. Васильев, С. А. Червонная[англ.]. — М.: Наука, 2000. — С. 58—87. — 286 с. — ISBN 5-02-008364-X.
- Политический плюрализм: реалии Америки // США на рубеже веков / Отв. ред. С. М. Рогов, ИСКРАН. — М.: Наука, 2000. — С. 159—168. — 496 с. — ISBN 5-02-013708-1.
- Выборы, деньги, коррупция // США в 2000 году / Отв. ред. С. М. Рогов. — М.: Наука, 2001. — С. 106—128. — 447 с. — ISBN 5-02-013117-2.
- Первичные выборы // Федеральные выборы 2000 года в США / Рос. акад. наук. Ин-т США и Канады; Отв. ред. Н. Г. Зяблюк. — М.: Институт США и Канады РАН, 2001. — С. 11—32. — 166 с. — ISBN 5-89587-046-5.
- Президентская кампания: выборы без победителя // Федеральные выборы 2000 года в США / Рос. акад. наук. Ин-т США и Канады; Отв. ред. Н. Г. Зяблюк. — М.: Институт США и Канады РАН, 2001. — С. 72—92. — 166 с. — ISBN 5-89587-046-5.
- Лоббизм и судебная система США // США и Канада: экономика, политика, культура. — 2001. — № 6,7.
- Движение в защиту общественных интересов // США и Канада: экономика, политика, культура. — 2002. — № 3.
- Общественный интерес в контексте американской плюралистической демократии // США и Канада: экономика, политика, культура. — 2002. — № 12.
- Судебная система США и лоббизм // Право и политика. — 2002. — № 4. — С. 46.
- Политический плюрализм в дискурсе американской политической науки // США и Канада: экономика, политика, культура. — 2009. — № 1. — С. 47—69.

### Научная редакция
- Федеральные выборы 2000 года в США / Рос. акад. наук. Ин-т США и Канады; Отв. ред. Н.Г. Зяблюк. — М.: Институт США и Канады РАН, 2001. — 166 с. — ISBN 5-89587-046-5.

## Публицистика
- Лоббизм на весах демократии: зло или благо? // Российское обозрение. — 1992. — № 5.
- Лобби – слово не ругательное // Торгово-промышленные ведомости. — 1992. — № 8.